# Leonhard Christoph Sturm

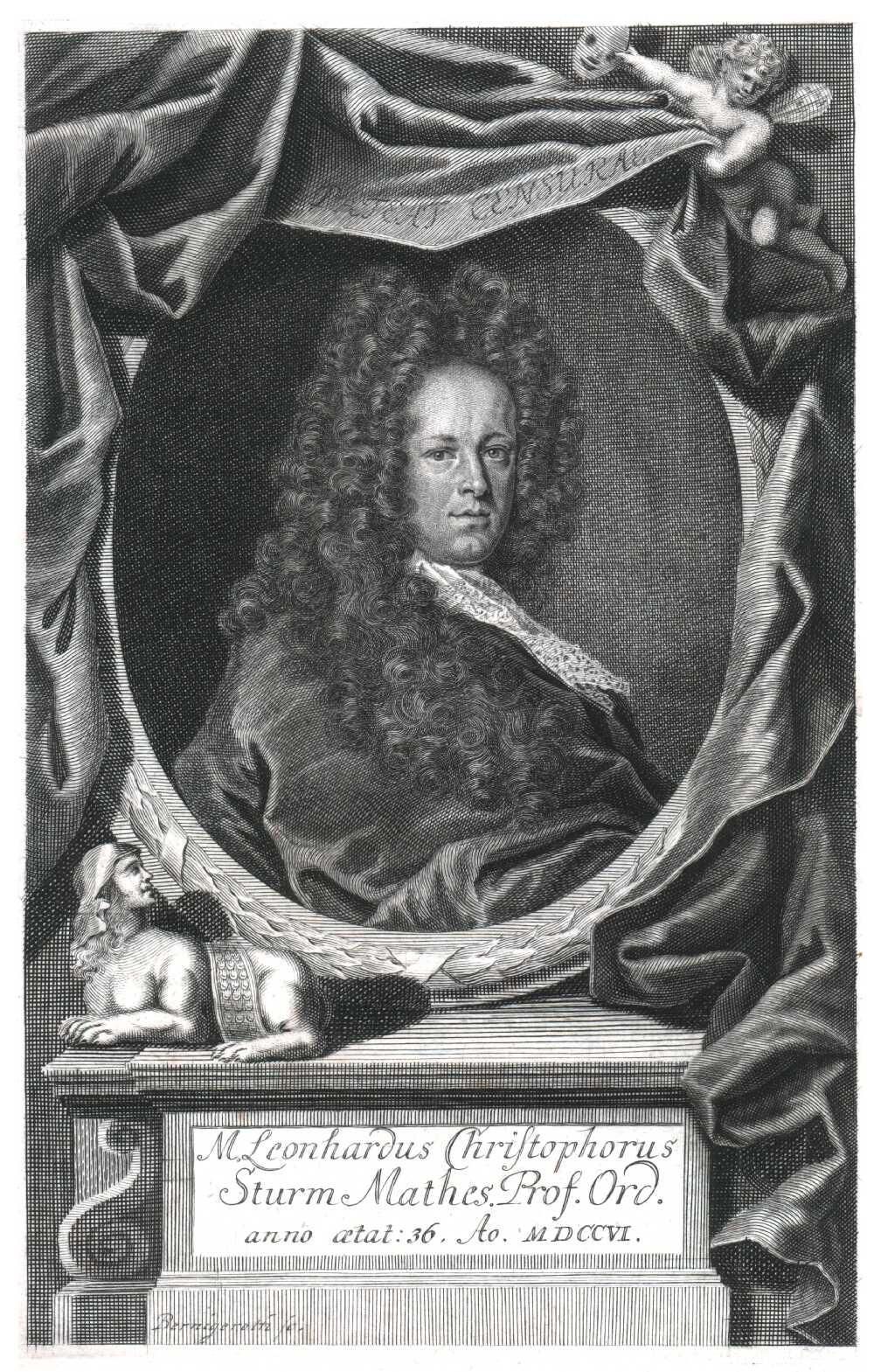
Leonhard Christoph Sturm

Leonhard Christoph Sturm (* 5. November 1669 in Altdorf bei Nürnberg; † 6. Juni 1719 in Blankenburg) war ein deutscher Schriftsteller, Architekturtheoretiker und Baumeister.

## Leben
Seine Eltern waren Johann Christoph Sturm, Professor für Mathematik und Physik an der Universität Altdorf, und dessen Frau Barbara Johanna geb. Kessler. Bis 1683 besuchte er das Gymnasium Kloster Heilsbronn. Danach studierte er Evangelische Theologie an der Universität Altdorf und wurde 1688 Magister in Artibus. Am 7. Februar 1689 erhielt er ein Lehramt in Jena, 1689/90 an der Universität Leipzig. Danach war er bis 1702 Professor der Mathematik an der Rudolph-Antoniana zu Wolfenbüttel, wo er die Nachfolge Johann Balthasar Lauterbachs als Lehrer für Geometrie, Mathematik, Zivil- und Militärbaukunst antrat. 1702 erhielt er eine Professur an der Brandenburgischen Universität Frankfurt und wurde auswärtiges Mitglied der Königlich Preußischen Sozietät der Wissenschaften.
Während seiner Zeit in Wolfenbüttel wurde er mit einigen Bauprojekten betraut, u. a. mit der Neuplanung der 1700 durch einen Brand stark zerstörten Stadt Calvörde. Dort wurden die barocke St. Georgskirche (fertiggestellt 1729), das Pfarrhaus, das Rathaus und eine Schule weitgehend nach Plänen Leonhard Christoph Sturms wiedererrichtet. Am 27. März 1711 stellte ihn Herzog Friedrich Wilhelm I. von Mecklenburg-Schwerin als Baudirektor ein. In dieser Tätigkeit war er mit dem Umbau des (Schlosses Neustadt an der Elde, unvollendet), dem Bau des Palais am Universitätsplatz in Rostock (1714), dem Ballhaus des Herzogs in Hamburg (1711–1712, 1892 abgetragen) und der Fertigstellung der von Jacob Reutz 1708 begonnenen Kirche St. Nikolai auf der Schelfe (Schelfkirche) in Schwerin betraut. Sturm blieb bis 1719 in Mecklenburg, bis ihn Fürst Ludwig Rudolph von Blankenburg, späterer Herzog von Braunschweig-Wolfenbüttel, im Mai jenes Jahres zum Rat und Baudirektor ernannte, doch starb er bereits am 6. Juni 1719. Sein Sohn Georg Christoph Sturm (1698–1763) war erster Braunschweiger Hofbaumeister.
Sturm erlangte vor allem mit seinem systematisch aufgebauten architekturtheoretischen Werk große Bedeutung, weniger durch seine Tätigkeit als Baumeister. Er veröffentlichte neben Schriften zu theologischen und mathematischen Fragen etwa 40 Werke zu Themen der Architektur und des Ingenieurbaus. Damit beeinflusste Sturm die deutsche Baukunst des 18. Jahrhunderts nachhaltig. Seine Systematik basiert auf der Lehre seines Vorbildes Nicolaus Goldmann, dessen Manuskript einer „Civil-Baukunst“ er in einer kommentierten Version ab 1696 erstmals publizierte und anschließend durch eigene Erweiterungen umfangreich ergänzte und auffächerte. In der auf Goldmanns Manuskript beruhenden „Vollständigen Anweisung zu der Civil Bau-Kunst“ (1696), Kapitel 3, „von denen Bücher schreiben, welche von der Baukunst gehandelt haben“ zitiert Goldmann/Sturm u. a. die Werke von Vitruv, Leon Battista Alberti, Sebastiano Serlio, Andrea Palladio und Vincenzo Scamozzi. Erwähnenswert sind auch seine Übertragungen von Augustin Charles Daviliers Civilbaukunst (1699) und (1737 posthum erschienen) sowie mehrere Schriften zum Festungs-, Mühlen- und Wasserbau, in denen er Erfahrungen von zwei Studienreisen nach Frankreich (1699) und in die Niederlande (1697) verarbeitete. Posthum erschien auch seine freie Übertragung von „Der Wahre Vauban, oder der von den Teutschen und Holländern verbesserte Französische Ingenieur“ (1737) mit Erläuterungen.

## Schriften

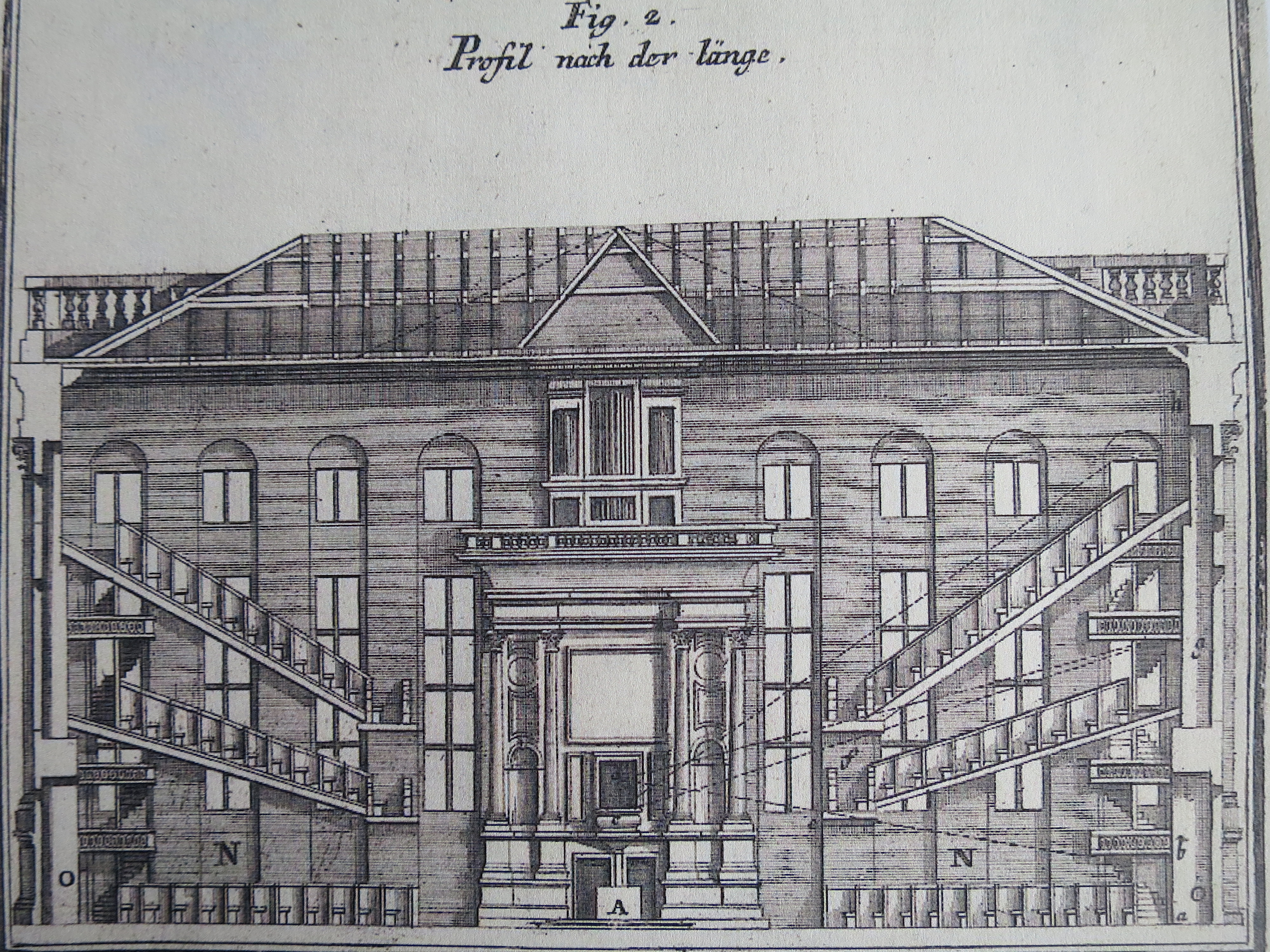
Abbildung einer idealen Querkirche aus der Anweisung über den Kirchenbau von 1718

Sturms architekturtheoretisches Werk umfasst etwa 40 Schriften, die teilweise in mehreren Auflagen und in mehreren Sprachen übersetzt bis weit in das 18. Jahrhundert hinein erschienen.
- Sein Hauptwerk: Nikolai Goldmanns Vollständige Anweisung Zu der Civil-Bau-Kunst [...] herausgegeben von L.C. Sturm. Heinrich Keßlern, Braunschweig 1699 (uni-heidelberg.de).
- Architectonisches Bedencken Von Protestantischer Kleinen Kirchen Figur und Einrichtung, Hamburg 1712 urn:nbn:de:bvb:12-bsb10913306-9.
- Gründlicher Unterricht von Häng- und Sprengwerken. Schwerin 1713 (books.google.de)
- Vollständige Anweisung Grosser Herren Palläste. Augsburg 1718 (digitale-sammlungen.de).
- Vollständige Anweisung, alle Arten von regularen Prachtgebäuden nach gewissen Regeln zu erfinden. Augsburg 1716 (uni-heidelberg.de).
- Vollständige Anweisung, alle Arten von Kirchen wohl anzugeben…. Augsburg 1718 (uni-heidelberg.de).
- Vollständige Mühlen Baukunst…. Augsburg 1718 (digitale-sammlungen.de), (Digitalisat)
- Leonhard Christoph Sturms Vollständige Anweisung Die Bogen-Stellungen nach der Civil Bau-Kunst in allen Fällen recht einzutheilen, Augspurg 1718, (uni-heidelberg.de).
- Leonhard Christoph Sturms durch einen großen Theil von Teutschland und den Niederlanden bis nach Paris gemachete Architectonische Reise-Anmerckungen…. Augsburg 1719 (books.google.de).